# سگ خوک درونی(اصطلاح)
اصطلاح سگ خوک درونی (که بیشتر در کشورهای آلمانی زبان استفاده می‌شود)- اغلب به عنوان سرزنش - تمثیلی از ضعف اراده را مشخص می‌کند که مانع از انجام فعالیت‌های ناخوشایند شخص می‌شود، اگرچه آنها از نظر اخلاقی ضروری به نظر می‌رسند (مثلاً مقابله با مشکلات، قرار دادن خود در معرض خطر و غیره) یا برای شخص مورد نظر منطقی باشد (مثلاً به عنوان مثال، رعایت رژیم غذایی). بنابراین تمثیل می‌تواند مستقیماً با انگیزه مرتبط باشد. و این عبارت استعاری از آکراسیا است.
غلبه بر درونی ضعیف‌تر معمولاً ذکر می‌شود تا روشن شود که این تمایل شخصی نیست که برای تکمیل یک کار مشخص تعیین‌کننده است، بلکه خود انضباطی است. این ارتباط همچنین دیدگاهی را مطرح می‌کند که در نهایت همه افراد خود ضعیف تری دارند و تنها عیب آن تسلیم شدن در برابر این اکراه است.

## علم اشتقاق لغات

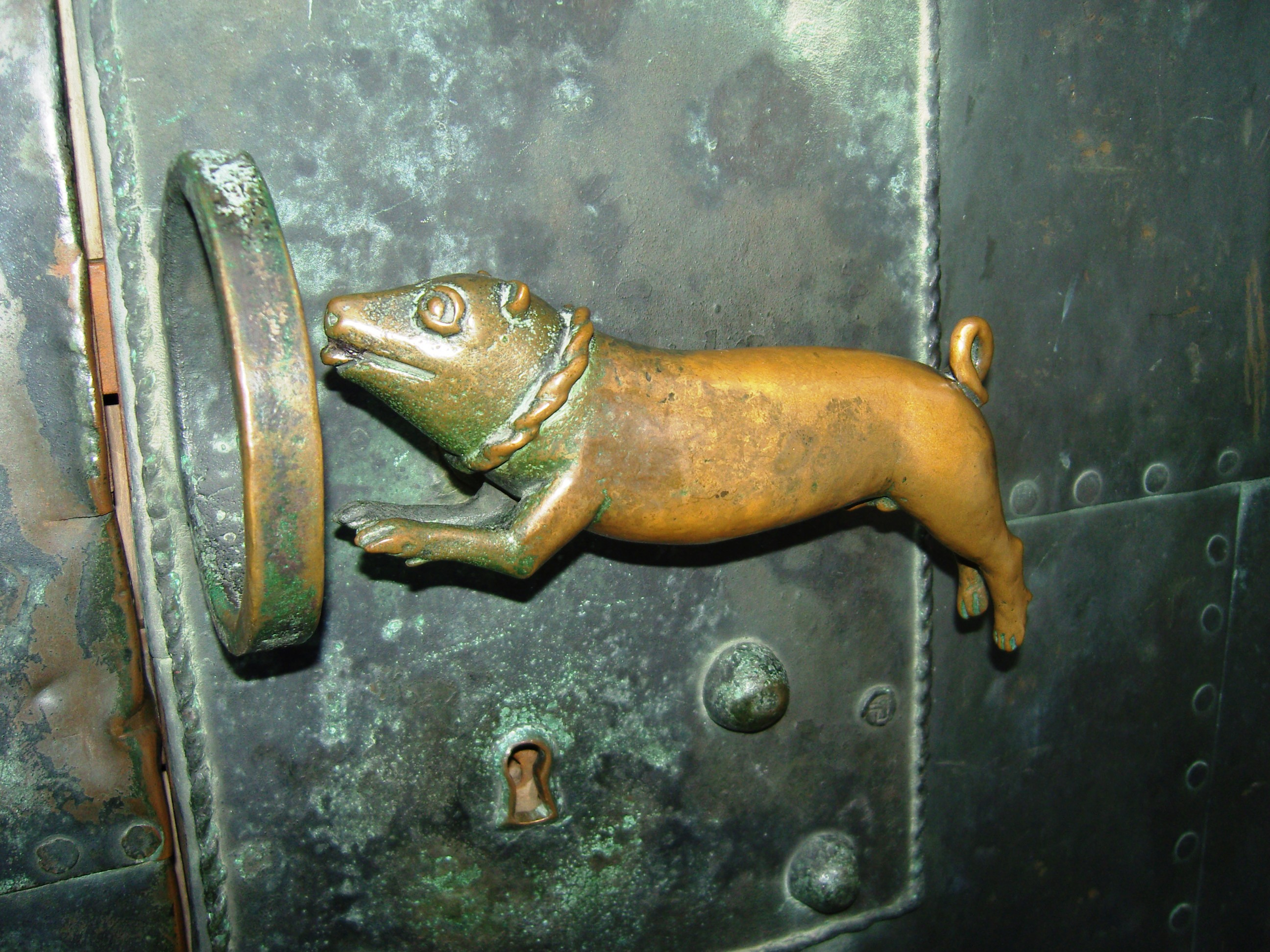
سگ خوک

کلمه سگ خوک جزء قبلاً در زبان دانشجویی قرن نوزدهم وجود دارد. از قرن نوزدهم به عنوان یک فحش بی ادبانه شناخته می‌شود و به سگ خروسی برمی گردد که برای شکار گراز وحشی استفاده می‌شد. وظایف آن مانند عجله، خستگی و نگه داشتن به ویژگی‌های شخصیتی افراد تندرو منتقل شد. این کلمه فقط در آلمانی وجود دارد و به معنای واقعی کلمه قابل ترجمه نیست.

## موارد استفاده

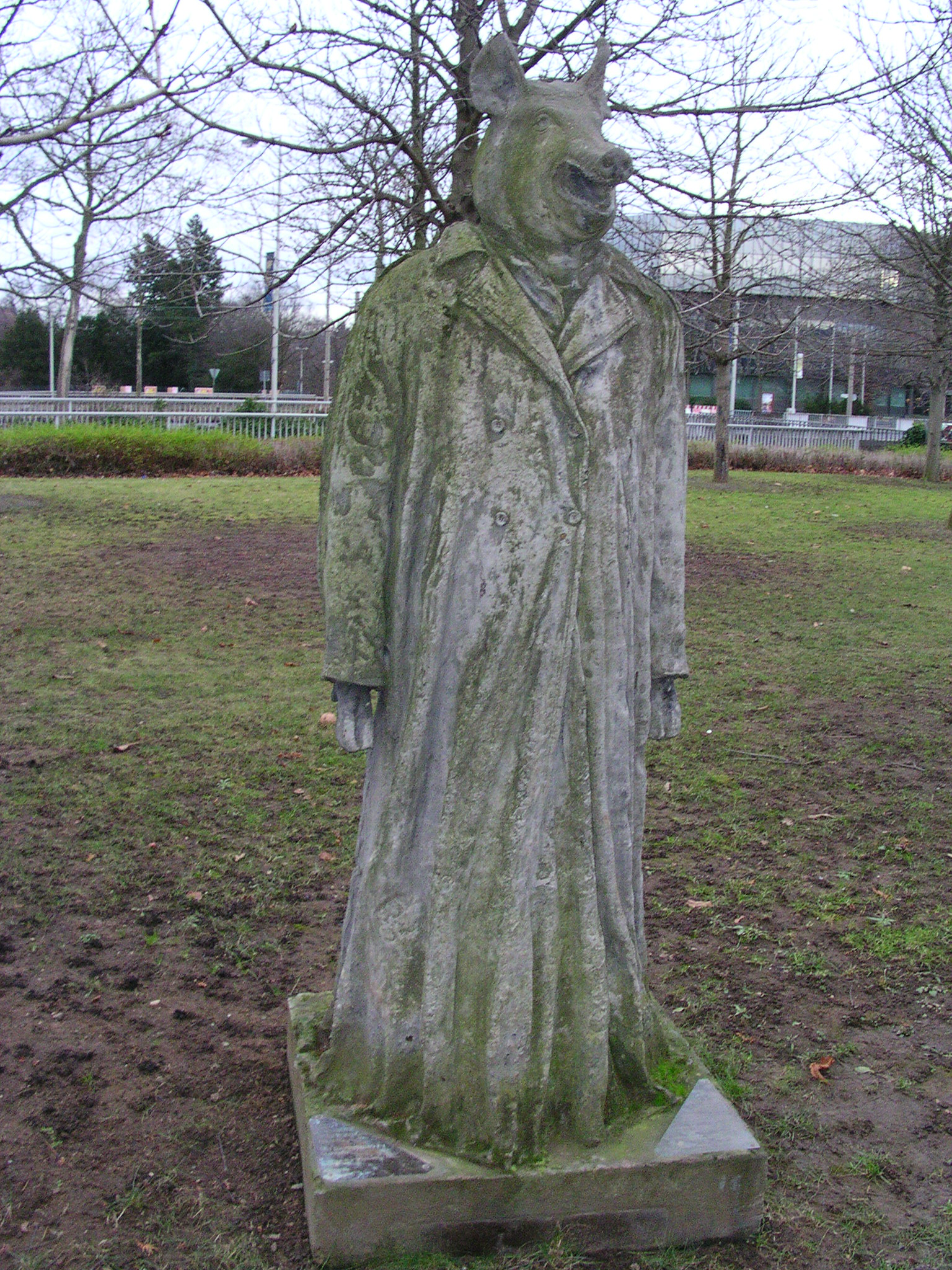
بازنمایی هنری سگ خوک درونی من، بن
توسط مجسمه‌ساز دانمارکی ینس گالشیوت، ۱۹۹۳

همان‌طور که روزنامه‌نگار ورنر سونتاگ می‌گوید (ستون در "RunnersWorld"، مارس ۲۰۰۳، عبارت " سگ خوک داخلی " قبلاً در طول جنگ جهانی اول و پس از آن استفاده می‌شد (ژنرال کورت فون شلیچر). استفاده از آن در رایشتاگ آلمان توسط کرت شوماخر، عضو پارلمان SPD در ۲۳ فوریه ۱۹۳۲ منجر به فراخوانی برای سفارش شد. شوماخر از آن به این معنا استفاده کرده بود که ناسیونال سوسیالیست‌ها به حرامزاده‌های درونی متوسل می‌شدند، یعنی به پست‌ترین انگیزه‌های مردم. او گفت که ناسیونال سوسیالیسم „zum ersten Mal in der deutschen Politik die restlose Mobilisierung der menschlichen Dummheit gelungen. کمی بعد، در ۲۶ ژوئیه ۱۹۳۲، فون شلایچر، وزیر وقت رایشسور، این اصطلاح را در یک سخنرانی رادیویی به معنای معمول در رابطه با فضایل سربازی به کار برد. در پاسخ، لئون تروتسکی نوشت که همه کمونیست‌ها باید «فرمول سرباز را بپذیرند»، اما او این اصطلاح را به مخالفان داخلی آنها، ناسیونال سوسیالیست‌ها، ارجاع داد.
در طول جنگ جهانی دوم این لندسردویچ عمومی بود و پس از آن توسط مربیان و معلمان تربیت بدنی برای مدت طولانی به عنوان «غلبه بر حرامزاده درونی»، یعنی غلبه بر تنبلی و فقدان انضباط استفاده می‌شد. اخیراً از «حرامزاده درونی» برای بهبودی استفاده می‌شود. از کاریکاتورهای سگ برای نشان دادن کتاب‌های انگیزشی استفاده می‌شود که در آنها روش‌هایی برای مقابله با ضعف اراده تدوین شده‌است.
اینگوار آمبیورنسن نویسنده فکر می‌کند که «حرامزاده» در اسکاندیناوی به خوبی شناخته شده‌است. در کتاب‌های مصور آنجا که جنگ جهانی دوم به عنوان موتیف است، اشغالگران آلمانی مدام از این کلمه استفاده می‌کنند. عبارت مشابه دانمارکی Indre Svinehund به معنای تمایل بدخواهانه و نفرت‌انگیزی است که در پشت ظاهر ظاهراً مهربان و بردبار یک فرد پنهان می‌شود.

## لینک‌های وب
- کتاب‌ها و حامل‌های صدا با کلمه کلیدی سگ خوک در کاتالوگ کتابخانه ملی آلمان
- پروتکل سخنرانی رایشتاگ کورت شوماخر در سال ۱۹۳۲
- سند صوتی سخنرانی شوماخر